# 西部高地線
西部高地線（英語：West Highland Line，蘇格蘭蓋爾語：  -“通往島嶼的鐵道”）是連接蘇格蘭高地的馬萊格、奥本，以及蘇格蘭中部的格拉斯哥的鐵道路線，曾於2009年被獨立旅遊雜誌Wanderlust的讀者評選為世界上最好的鐵道旅遊路線，排名在俄羅斯的西伯利亚鐵路和秘鲁的庫斯科與馬丘比丘線之前  ，也曾被評為世界上風景最美的鐵路線。
西部高地線是英國最西端的鐵路路線，也是通往偏遠而多山的蘇格蘭西海岸的兩條鐵路路線之一（另一條是連接因弗内斯和洛哈尔什凯尔的洛哈爾什凱爾線。

## 歷史
本線是分段由不同公司興建的。

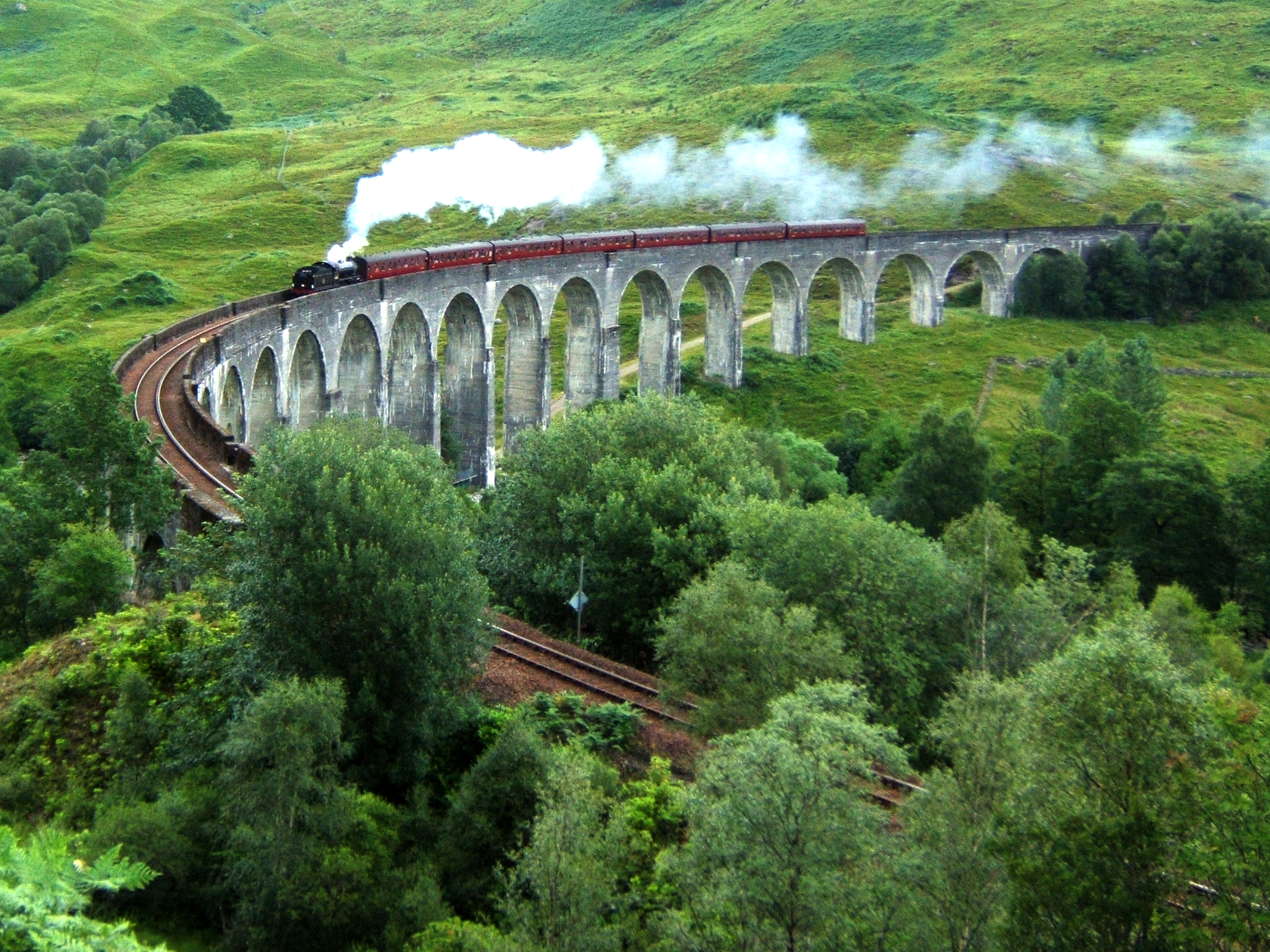
格伦芬南高架桥

- 格拉斯哥皇后街至考萊爾交會站： 愛丁堡和格拉斯哥鐵路
- 考萊爾交會站至包綾： 格拉斯哥、鄧巴頓和海倫斯堡鐵路（後來併入愛丁堡和格拉斯哥鐵路）
- 包綾到鄧巴頓中央車站： 拉納克郡和鄧巴頓郡鐵路，由加里東鐵路營運。
- 鄧巴頓中央車站至達爾李奧克（Dalreoch）：加里東與鄧巴頓郡交會站鐵路。
- 達爾李奧克到克萊根多朗（Craigendoran）：格拉斯哥、鄧巴頓和海倫斯堡鐵路
- 克萊根多朗到威廉堡（1894 年 8 月 11 日通車） [6] [7] [8] ：由北不列顛鐵路支持的西部高地鐵路公司
- 克萊安拉里奇到歐本 [9]：卡蘭德與奧本鐵路，由加里東鐵路營運。

西部高地鐵路公司在 1895 年 1 月的年會批准從威廉堡（或威廉堡附近的一個交會處）興建到馬萊格的延伸線。 
在1963年的鐵路瘦身行動本線曾面臨關閉，於 1995 年又因營運不佳再次面臨停駛危機。  

## 路線

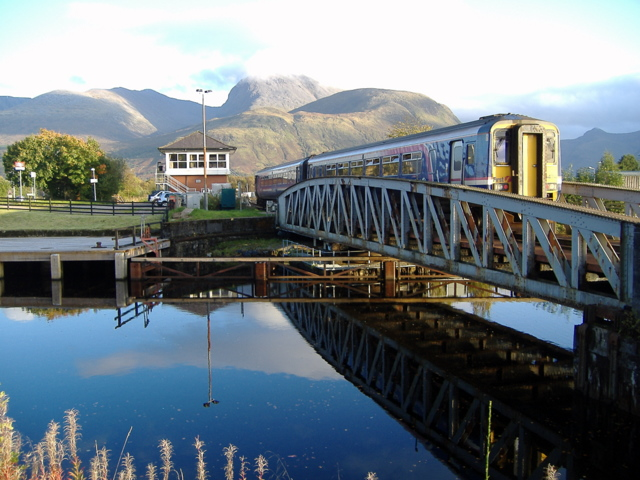
在巴納維附近過河的列車。

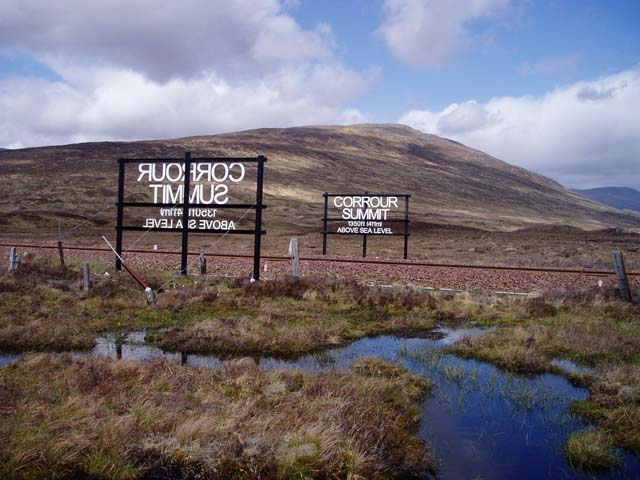
柯洛爾車站北方的本線最高點。

西部高地線由格拉斯哥皇后街車站出發，通過皇后街隧道後，本線與通往愛丁堡和珀斯的幹線在考萊爾分歧，沿西北方向穿過瑪麗希爾和凱爾文代爾等郊區地帶。在威斯特頓（Westerton）和鄧巴頓之間與北克萊德線（North Clyde Line）共線，然後在 Craigendoran Junction 向北分歧，這段路線一般被認為是西高地線的起始路段。從此可以由高處觀賞蓋爾湖（Gareloch）和隆湖（Loch Long ）的風景。路線接著沿洛蒙德湖（Loch Lomond）的西北岸行走，接著攀登法洛克峽谷（Glen Falloch）抵達克萊安拉里奇（Crianlarich）。
克萊安拉里奇是蘇格蘭高地之公路、鐵路重要交匯點，通往歐本（Oban）的支線由此分歧，經過格倫洛奇 (Glen Lochy) 至達爾馬利（Dalmally），然後穿過布蘭德山口 (Pass of Brander) 到達泰努爾特 (Taynuilt) 和康內爾渡口 (Connel Ferry)的海岸，最後攀越山丘到達奧本。在距離克萊安拉里奇約5公里之處，西部高地線與奧本支線都經過廷德蘭姆（Tyndrum），兩線都設站，因此本村成為英國有超過一個火車站的定居點中，最小且最北者。
通往馬萊格的路線過了歐其橋以後，爬上蘭諾其泥炭沼地，此處冬季常為雪覆蓋，可見荒原上的鹿。沼地上的柯洛爾車站（Corrour）是英國最偏遠的車站之一，無公路可到達。這是路線的最高點，海拔410公尺（1347 英尺）。繼續向北，路線下降到特雷格湖（Loch Treig）岸邊，穿過狹窄的莫內西峽谷（Monessie Gorge）。經過斯賓橋（Spean Bridge）車站以後抵達威廉堡。由於地形限制，路線由東北方向進入威廉堡。威廉堡車站為終端式車站，由格拉斯哥開往馬萊格的列車需在本站折返方向行駛

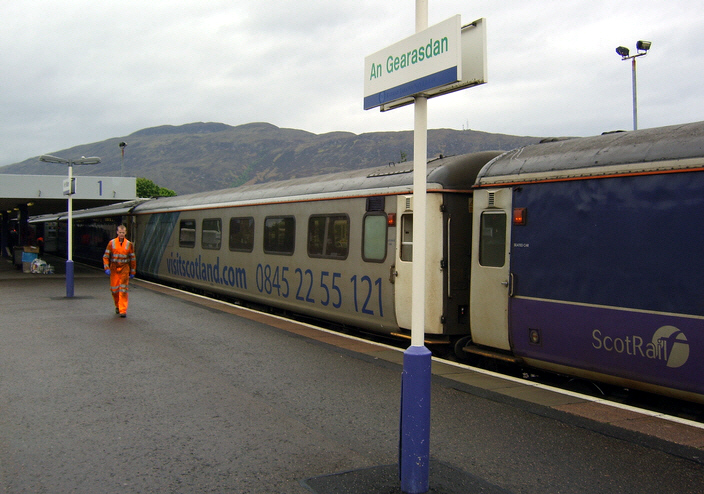
由倫敦尤斯頓車站開來的臥車抵達威廉堡。

威廉堡和馬萊格之間的路線經過格倫菲南高架橋，經過阿里賽格（Arisaig），可以欣賞小島風景與莫拉爾村的白色沙灘，然後抵達馬萊格。
除了格拉斯哥皇后街車站以及上海倫斯堡車站（Helensburgh Upper）之間的路線，以及威廉堡交會站與威廉堡車站之間的路線以外，全線使用無線電電氣路牌閉塞，由巴納維車站（Banavie）控制。

## 行駛時間
自 1980 年代蘇格蘭主要公路升級以後，旅程以火車進行需要比公路更長很多時間。原因包括離開克萊根多朗以後本路皆為單線，需在有交會線的車站才能辦理交會，而且列車必須在各個辦理閉塞的車站停車，由司機連繫巴納維行車中心交換路牌－－即使表定不停的車站也一樣。排點時須在克萊安拉里奇交會站安排最多 15 分鐘的時間以拆分或聯結列車，而往返馬萊格的列車也必須在威廉堡轉換行車方向，通過巴納維迴旋橋列車需以低速行駛。另一個問題是在繁忙而區間車頻繁停站的北克萊德線上，要為開往歐本與馬萊格的列車找到排點空隙並不容易；西部高地線列車在此路段僅停靠鄧巴頓中央與達爾米爾（Dalmuir）車站，經常被區間車阻擋而延誤，因此在排點時需要寬鬆一點以預留誤點空間，避免列車抵達格拉斯哥時晚點。 
在蘭諾其泥炭沼地的大部分地區，柴聯車的限速為95公里（60英里），蘭諾其車站附近限速為 70 mph（110 km/h）。加勒多尼臥舖列車原以67型柴電機車牽引，行駛的最高速度為65公里（40英里），且因 67型機車較重，經過許多橋樑時需要減速。在 2015 年 4 月舊專營權結束後，新的營運商 Serco 改以更新後的 73/9 型柴電機車牽引，其軸重較輕。

## 使用車輛
2018年初曾報導在該年第三季至第四季將以158型柴聯車取代156型柴聯車，但研究後發現路線淨空不足，至2018年8月仍使用156型柴聯車。